# Chris Heid
Chris Heid (* 14. März 1983 in Langley, British Columbia) ist ein deutsch-kanadischer Eishockeyspieler, der zuletzt beim EC Bad Nauheim in der DEL2 spielte.

## Karriere
Heid begann seine Karriere 1998 in der kanadischen Juniorenliga British Columbia Junior Hockey League bei den Kamloops Buckaroos und wechselte, nachdem er dort in 58 Spielen 60 Scorerpunkte erzielt hatte, zum Ende der Spielzeit 1998/99 in die kanadische Juniorenliga WHL, wo er einen Vertrag bei den Spokane Chiefs unterschrieb. Nachdem sich der Linksschütze kontinuierlich verbessern konnte, wurden einige NHL-Scouts auf ihn aufmerksam, sodass er während des NHL Entry Draft 2001 in der dritten Runde an insgesamt 74. Position von den Minnesota Wild ausgewählt wurde. Der Verteidiger verblieb jedoch zunächst bis 2003 bei den Spokane Chiefs und wechselte im Sommer 2003 in die American Hockey League zu den Houston Aeros, dem Farmteam der Minnesota Wild.
In Houston konnte sich Heid allerdings nie durchsetzen und gehörte lediglich in seiner ersten Saison zum Stammkader. Schließlich entschied sich der Abwehrspieler 2005 erneut für einen Wechsel und ging fortan für die Cleveland Barons aufs Eis. Auch hier konnte der Kanadier jedoch nicht Fuß fassen und wurde überwiegend in der ECHL bei den Pensacola Ice Pilots eingesetzt. Zur Spielzeit 2006/07 zog es den damals 23-jährigen in die Deutsche Eishockey Liga zu den Eisbären Berlin. Nach einer guten ersten Saisonhälfte wurde Heid vom damaligen Trainer der Eisbären, Pierre Pagé, aussortiert und unterschrieb während der Saison einen Vertrag bei den Eisbären Regensburg.
Da der Verein im Sommer 2008 Konkurs anmelden musste, wurde Heid zunächst vereinslos. Kurze Zeit später erhielt er jedoch ein Angebot der Krefeld Pinguine, mit denen er in der Saison 2008/09 das Viertelfinale der Play-offs erreichen konnte und dort gegen die DEG Metro Stars ausschied. Nach der Spielzeit verließ er die Pinguine wieder und schloss sich den Augsburger Panthern an. In den DEL-Saisons 2011/12 und 2012/13 spielte er beim ERC Ingolstadt, ehe er für die Saison 2013/14 zum EC Bad Nauheim in die DEL2 wechselte.
Nach einer dreijährigen Amtszeit als Co-Trainer des Oberligisten EV Regensburg wechselte Chris Heid zur Saison 2018/19 als Cheftrainer zum EC Pfaffenhofen. Gleich in seiner ersten Saison gelang ihm mit seinem Team der Aufstieg von der Landesliga in die Eishockey-Bayernliga, der vierthöchsten Spielklasse. Im Januar 2021 wechselte Heid zum Deggendorfer SC als Co-Trainer und stieg anschließend in der Saison 2021/2022 zum Cheftrainer auf.

## Erfolge und Auszeichnungen
- 2000 Bronzemedaille bei der World U-17 Hockey Challenge

## Karrierestatistik
(Legende zur Spielerstatistik: Sp oder GP = absolvierte Spiele; T oder G = erzielte Tore; V oder A = erzielte Assists; Pkt oder Pts = erzielte Scorerpunkte; SM oder PIM = erhaltene Strafminuten; +/− = Plus/Minus-Bilanz; PP = erzielte Überzahltore; SH = erzielte Unterzahltore; GW = erzielte Siegtore; 1 Play-downs/Relegation; Kursiv: Statistik nicht vollständig)